# Mindanaoliest

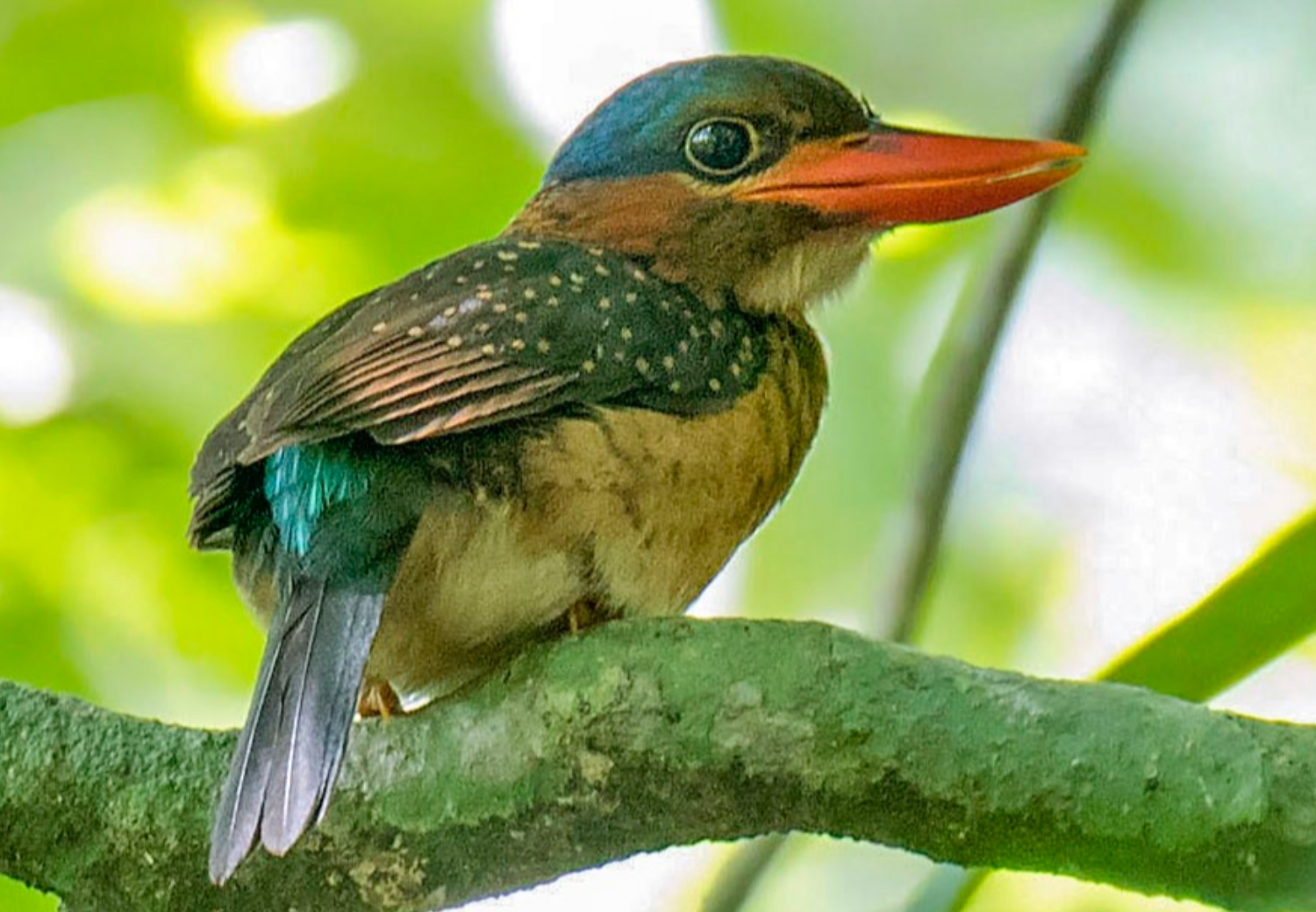
Mindanaoliest, Weibchen

Der Mindanaoliest (Actenoides hombroni) ist eine auf den Philippinen endemisch vorkommende Vogelart aus der Familie der Eisvögel. Das Artepitheton ehrt den französischen Naturforscher Jacques Bernard Hombron.

## Merkmale
Der Mindanaoliest erreicht eine Körperlänge von ca. 27 Zentimetern und ein Gewicht um 147 Gramm. Die Flügelspannweite beträgt etwa 106 Zentimeter. Zwischen den Geschlechtern besteht ein deutlicher Sexualdimorphismus, der sich in erster Linie dadurch ausdrückt, dass die Männchen einen blau und die Weibchen einen grün gefärbten Oberkopf haben. Diese jeweiligen Farben dominieren auch im weiteren Gefieder. Rücken, Bürzel und Flügel sind bläulich bzw. grünlich. Die meisten Federn der Flügel sind mit kleinen weißlichen Flecken überzogen. Der Hals und die Wangen sind bei beiden Geschlechtern rotbraun, Brust und Bauch sind weißlich bis bräunlich gefärbt. Die Steuerfedern sind grau bis graublau oder graugrün. Die Vögel haben einen kräftigen roten Schnabel. Aufgrund der sehr charakteristischen Zeichnung und Färbung ist die Art unverwechselbar.

## Verbreitung und Lebensraum
Der Mindanaoliest kommt ausschließlich auf Mindanao vor. Dort bewohnt er Regenwälder in Höhenlagen zwischen 100 und 2400 Metern.

## Lebensweise
Der Mindanaoliest lebt in dichten Wäldern und grenzt sein Revier mit lauten Rufen ab. Die Vögel sind sehr standorttreu. Wie bei fast allen Eisvögeln aus der Gattung Actenoides besteht auch die Nahrung des Mindanaoliests hauptsächlich aus landbewohnenden Tieren, beispielsweise Insekten, Tausendfüßern, kleinen Eidechsen, Schlangen und Fröschen, hingegen selten aus Fischen. Die Brutzeit erstreckt sich von Januar bis Juli, schwerpunktmäßig von März bis Mai.

## Bestand und Gefährdung
Der Mindanaoliest ist in seinen Vorkommensgebieten aufgrund der Abholzung von Waldgebieten im Rückgang begriffen und wird demzufolge von der Weltnaturschutzorganisation IUCN als „vulnerable = gefährdet“ geführt.